# Rancho Texas Park
Rancho Texas Park is een dierentuin in Puerto del Carmen, op de Canarische Eilanden. De dierentuin heeft een Texaans thema en verwijst daarmee naar de stichting van San Antonio door kolonisten afkomstig van Lanzarote.